# Ян Качмарек
Ян Качмарек (пол. Jan Andrzej Paweł Kaczmarek; 29 квітня 1953, Конін, Польща — 21 травня 2024) — польський композитор, Лауреат кінопремії «Оскар». Автор музики до більш ніж 70 художніх і документальних фільмів.
Ян Качмарек був віртуозом гри двома смичками на незвичайному інструменті подібного до цитри — фідолі Фішера. У 1983 році Качмарек створив власний музичний інструмент niewkacz, якого дизайн був заснований на фідолі Фішера.
Директор та засновник Міжнародного фестивалю кіно і музики Трансатлантик у Познані.

## Біографія
Закінчив юридичний факультет Університету Адама Міцкевича в Познані, Польща. Відмовився від кар'єри дипломата з політичних причин. Став писати музику для власного задоволення та самовираження.
«Грати і писати музику було для мене релігією, — признається Качмарек, — і лише потім стало професією». В кінці 70-х співпрацював з Театральною лабораторією Єжи Гротовського. У 1977 р створив «Оркестр восьмого дня». Оркестр почав гастролювати по Європі в кінці 1970-х, і на сьогоднішній день відбулося вже 18 турне. У 1982 році, в кінці американського турне оркестру, Качмарек записав свій перший альбом, «Музика фіналу», для студії «Flying Fish Records». У 1989 переїхав до Лос-Анджелесу. Вперше до нього прийшов успіх у одному із Американських театрів. Писав музику для Театру Гудмана (Чикаго) та Форуму Марка Тапера (Лос-Анджелес). Отримав премію в галузі драматичного мистецтва «Драма Деск» за музику до постановки «Не можна її розпусниця назвати» (за п'єсою Джона Форда), представленої на Шекспірівському фестивалі (Нью-Йорк) в 1992 р. New York Times визнала його музику "гідної фільмів Бертолуччі і Вісконті ". У 2004 році Качмарек заснував Інститут Розбітек, в місті Розбітку, який займається інноваціями у кіно, театрі, музиці і медіа.
У 2005 році отримав Премію «Оскар» за найкращу музику до фільму «Чарівна країна» (режисер Марк Фостер). Також був нагороджений Національною радою кінокритиків за найкращу музику до фільму; був номінований на «Золотий глобус» і премію ім. Ентоні Асквіта (BAFTA) за досягнення в галузі кіномузики.
Також Качмарек отримав замовлення на два симфонічних твори, присвячених важливим національним подіям у житті Польщі: «Кантату свободи» (2005), яка відзначила 25-ту річницю об'єднання «Солідарність», і «Ораторію 1956», створених в честь 50-ї річниці придушення повстання проти тоталітарного режиму в Познані. Прем'єри обох творів транслювалися в прямому ефірі польським телебаченням.
Член Американської академії кінематографічних мистецтв і наук. Працює над створенням в Польщі асоціації на зразок кіноінституту Sundance Film Festival.

## Фільмографія
- «Тінь» / Cień (1981)
- «1944» (1984, т/с)
- Michał (1984)
- Marta (1984)
- «Гра в сліпого» / Gra w ślepca (1985)
- «До свободи» / Na wolność (1985)
- «Додому» / Do domu (1987)
- A Halálraítélt (1989)
- «Бліда кров» / Blada krew (Pale Blood) (1990)
- «Біле весілля» / Białe małżeństwo (1992)
- «Двійник» / Podwójne wcielenie (Doppelganger) (1993)
- «Порожня колиска» / Empty Cradle (1993)
- «Євангеліє від Гаррі» / Ewangelia według Harry’ego (Gospel according to Harry) (1993)
- «Злочин» / Pułapka C.I.A. (Felony) (1994)
- «Повне затьмарення» / Całkowite zaćmienie (Total Eclipse) (1995)
- California in Blue (1995)
- «Блаженство» / Rozkosz (Bliss) (1997)
- «Площа Вашингтона» / Plac Waszyngtona (Washington Square) (1997)
- «Еймі і Ягуар» / Aimée i Jaguar (Aimée & Jaguar) (1999)
- «Третє диво» / Trzeci cud (The Third Miracle) (1999)
- Jak najmniej światła... (1999)
- «Загублені душі» / Stracone dusze (Lost Souls) (2000)
- Boże skrawki (Edges of the Lord) (2001)
- «Камо грядеши» / Quo vadis (2001)
- Jenseits (2001)
- «Постріл у серце» / Strzał w serce (Shot in the Heart) (2001)
- Cena życia (A Mother’s Fight for Justice) (2001)
- «Невірна» / Niewierna (Unfaithful) (2002)
- «Солдатська дівчина» / Dziewczyna żołnierza (2003)
- «Чарівна країна» / Marzyciel (Finding Neverland) (2004)
- «Дівчина, схожа на мене: історія Гвен Араухо» / Historia Gwen Araujo (A Girl Like Me: The Gwen Araujo Story) (2006)
- «Хто ніколи не жив» / Kto nigdy nie żył… (2006)
- «Вечір» / Wieczór (Evening) (2007)
- «Ханя» / Hania (2007)
- «Війна і мир» / Wojna i pokój (2007, т/с)
- «Брати Карамазови» / Bracia Karamazow (2007)
- «Відвідувач» / Spotkanie (The Visitor) (2007)
- «Піноккіо» / Pinokio — opowieść o chłopcu z drewna (2008)
- «Пашендаль: Останній бій» / Passchendaele (2008)
- «Вершники» / Horsemen — jeźdźcy Apokalipsy (Horsemen) (2008)
- «Сміливе серце Ірен Сендлер» / Dzieci Ireny Sendlerowej (The Courageous Heart of Irena Sendler) (2009)
- «Хатіко: Вірний друг» / Mój przyjaciel Hachiko (Hachiko: A Dog’s Story) (2009)
- Aż po grób (Get Low) (2009)
- «Сіті-Айленд» / City Island (2009)
- Leonie (2010)
- «Час буття» / The Time Being (2012)
- «Таємниця Вестерплатте» / Tajemnica Westerplatte (2013)
- «Йоанна» / Joanna (2013)
- Między Światami (2014)
- Mój Tata Gene Gutowski (2014)
- La Habitación (Tales of Mexico) (2016)
- «Павло, апостол Христа» / Paweł, apostoł Chrystusa (Paul, Apostle of Christ) (2018)
- «Неповнолітні інженери» / Nieletni inżynierowie (2019)
- «Магнезія» / Magnezja (2020)
- «Смерть Зігельбойма» / Śmierć Zygielbojma (2021)